# هارولد كوربيت
هارولد كوربيت (بالإنجليزية: Harold Corbett)‏ هو لاعب دوري الرغبي أسترالي، ولد في 1890 في Waterloo, New South Wales ‏ في أستراليا، وتوفي في 3 مايو 1917 في بوليكورت في فرنسا.